# São João dos Caldeireiros
Pour les articles homonymes, voir São João.
São João dos Caldeireiros est une paroisse civile portugaise (en portugais : freguesia) de la municipalité de Mértola dans le district de Beja.

## Géographie
São João dos Caldeireiros est située à l'ouest de Mértola, sur la route d'Almodôvar.

## Démographie
Lors du recensement de 2021, São João dos Caldeireiros compte 442 habitants.